# Somos jóvenes, somos fuertes
Somos jóvenes, somos fuertes (en alemán: Wir sind jung. Wir sind stark) es una película dramática alemana de 2014. Dirigida por Burhan Qurbani, la cinta traduce a un relato novelado los sucesos de Rostock-Lichtenhagen de 1992, con disturbios xenófobos y violencia callejera. Fue una de las ocho películas nominadas por Alemania para su presentación como Mejor Película Extranjera en la 88.ª edición de los Premios de la Academia, aunque perdió ante la cinta Laberinto de mentiras.

## Sinopsis
Rostock-Lichtenhagen, en la mañana del 24 de agosto de 1992: El centro de recepción central para solicitantes de asilo en Rostock (ZASt) está superpoblado, lo que provoca que los sinti y los romaníes acampen frente a la casa. Después de haber venido en los últimos días a los disturbios de la derecha, la urbanización prefabricada se asemeja a un campo de batalla. Aburridos, un grupo de jóvenes alemanes merodea en un minibús. Entre ellos se encuentran Sandro, el líder del grupo, el imprudente Robbie y Stefan, el hijo de Martin, un político local socialdemócrata. Cuando pasa un patrullero, se hacen evidentes las tensiones entre el joven y la policía.
Martin, el padre de Stefan, anuncia en televisión su decisión de no evacuar a los solicitantes de asilo, a pesar de la amenaza de los lugareños. Un poco más tarde, tiene que ver a su supervisor evacuar a los sinti y romaníes por razones de seguridad. Para la noche, se anuncian más protestas por los lugareños, ya que todavía hay muchos vietnamitas en el edificio. Martin, que conoce la conexión de Stefan con Robbie, se preocupa por su hijo, especialmente porque no puede comunicarse con él.
Mientras tanto, el grupo de Sandro, Robbie y Stefan está en el auto de Sandro. Sandro es provocado por Robbie, quien apaga su música neonazi. Sandro entonces arrastra a Robbie unos metros hacia el bosque, donde casi lo estrangula hasta la muerte. Entonces el grupo se va a una playa del mar Báltico. Allí, Tabor se está divirtiendo pintando a su compañero de sueño Goldhahn, de quien Robbie se había burlado previamente como judío por su nombre, con protector solar, una esvástica en su frente, que permanece visible por las quemaduras solares. Mientras tanto, Stefan se baña con Jennie y la besa.
Por la noche, el grupo encabezado por Sandro, Robbie y Stefan protestan junto a los lugareños frente a la "Casa de los girasoles", la casa de acogida, llamada así debido a la pintura mural que la preside. La policía protege la casa y se interpone entre la casa y los manifestantes. Mientras tanto, Martin intenta evitar los disturbios en casa. Sin embargo, pronto comienza a buscar en la habitación de Stephen posibles pruebas de su paradero. Como no encuentra nada y sospecha de Stefan en la "Casa de los girasoles", va allí.
Mientras tanto, la policía se ha retirado de la muchedumbre enojada. Las protestas aumentan cuando Stefan arroja el primer cóctel molotov a una ventana. Poco después, la casa es asaltada con el objetivo de linchar a los solicitantes de asilo. Temeroso, el Lien vietnamita trata de llevar a sus familiares a un piso alto a un lugar seguro. Lien tiene éxito en el último minuto para mostrar a su hermano que se ha quedado atrás.
Debido a que no encuentran solicitantes de asilo en los pisos inferiores, Robbie y Stefan devastan uno de los apartamentos y los incendian. Enfrente de la casa, la furiosa multitud canta ¡"Alemania para los alemanes! ¡Extranjeros fuera!". En la multitud también está Martin, cuya contraprotesta no tiene ninguna posibilidad. De repente, ve a su hijo parado en la balaustrada de un balcón, que calienta a la multitud con sus movimientos de manos. Mientras tanto, la policía ha regresado a la "Casa de los girasoles" y poco a poco retoma el control de la situación.

## Elenco
- Devid Striesow como Martin.
- Jonas Nay como Stefan.
- Trang Le Hong como Gravamen.
- Joel Basman como Robbie.
- Saskia Rosendahl
- Thorsten Merten
- Paul Gäbler
- David Schütter
- Jakob Bieber
- Swantje Kohlhof
- Mai Duong Kieu
- Aaron Le